# Haiterbacher Heckengäu
Haiterbacher Heckengäu ist ein mit Verordnung des Regierungspräsidiums Karlsruhe vom 21. Juli 1993 ausgewiesenes Naturschutzgebiet mit der Nummer 2.166. 

## Lage
Das Naturschutzgebiet befindet sich im Naturraum Obere Gäue und ist Teil des FFH-Gebiets Nr. 7418-341 Nagolder Heckengäu. Es besteht aus 6 Teilgebieten, die um Haiterbach herum angesiedelt sind (beginnend im Norden von Haiterbach und im Uhrzeigersinn weiter): Tannäcker (24,2 ha), Lange Morgen (2,6 ha), Wolfshalde (4,6 ha), Ganzenrain (23,5 ha), Staudach (50,1 ha), Stauchbachtal (32,7 ha).

## Schutzzweck
Laut Verordnung ist der Schutzzweck die Erhaltung, Entwicklung und Pflege der naturnahen, reichstrukturierten Landschaft des Heckengäus bei Haiterbach. Das Gebiet wird geprägt durch seine abwechslungsreiche, kleingliedrige Struktur mit Streuobstwiesen, Nadel- und Laubmischwäldern. Hecken, Feld- und bachbegleitenden Gehölzen, Steinriegeln, Seggenrieden, verschiedenen feuchtnassen bis trockenen Wiesentypen, Weiden, Äckern und Quellfluren. Diese alte Kulturlandschaft, insbesondere die Trockengebietstypen und wechselfeuchten Biotope, bietet einer Vielzahl von gefährdeten und seltenen Tier- und Pflanzenarten wie z. B. Orchideen, Säugetieren, Vögeln, Reptilien, Schmetterlingen, Käfern und Wildbienen einen idealen Lebensraum. 

## Flora und Fauna
In den Kalkquellfluren des Teilgebiets Stauchbachtal kommt die Gewöhnliche Simsenlilie vor, in der Nähe des Stauchbaches findet sich der Europäische Bachhaft und in den Feuchtwiesen des Tals ist das Ampfer-Grünwidderchen beheimatet. Die Kalkmagerrasen der anderen Teilgebiete sind sehr artenreich. Stellvertretend seien genannt: Golddistel, Dorniger Hauhechel, Knolliger Hahnenfuß, Schlingnatter, Zauneidechse, Kleines Nachtpfauenauge und Schwalbenschwanz. In den Steinriegeln des Naturschutzgebiets lebt die Haselmaus. 